# Nanosónico Radio

Nanosónico Radio es un proyecto radiofónico en línea creado en España en enero de 2014. Participan doce prescriptores musicales de nuestro país: Mario Vaquerizo, Diego A. Manrique, Tote King, Alaska, Nacho Canut y Jota de Los Planetas, entre otros. Emite un programa a diario en el que caben todo tipo de géneros, punk, pop, blues, jazz, rock, flamenco, hip hop, canción ligera, reaggee, copla, underground, indie y mainstream.

## Historia
El 25 de enero la discográfica Subterfuge Records celebró su 25 aniversario con un programa en Nanosónico Radio.

### Locutores (en la actualidad)
- Alaska_(cantante), presentadora de Vidas ejemplares.
- ToteKing, presentador de T.O.C.
- Nacho Canut, presentador de Las 7 de Jet 7.
- Borja Prieto y Pepo Márquez, presentadores de Está Pasando.
- Mario Vaquerizo, presentador de Universo Vaquerizo.
- Lino Portela y el Señor Galindo, presentadores de Portela de Noche.
- Ajo Micropoetisa, presentadora de Speed Bacon.
- Diego A. Manrique, presentador de La Zona Salvaje.
- Jota_(Los_Planetas), presentador de Emisión telepática aleatoria universal.
- Víctor Coyote, presentador de La lógica de los ópticos.
- Jesús Ordovás, presentador de Nuevas sensaciones.
- Luis Calvo, presentador de Viaje a los Sueños Polares.